# Doddakarpuradakatte, Hosadurga
Doddakarpuradakatte là một làng thuộc tehsil Hosadurga, huyện Chitradurga, bang Karnataka, Ấn Độ.